# Hilmar Sølunds Vej
 Hilmar Sølunds Vej  er en omfartsvej i Herning. Vejen er en fortsættelse af Vesterholmvej og skaber forbindelse mellem den nye Gødstrup Sygehus og Herning.
Vejen begynder ved Vesterholmvej og går herefter i en bue syd om Gødstrup Sø, og derefter over Vejle-Holstebro-banen hvor den fortsætter syd om Gødstrup og det komme Gødstrup Sygehus.
Vejen ender i frakørsel 2 Herning NV ved Messemotorvejen, (sekundærrute 502) hvor der er forbindelse mod Holstebro, Herning og Vejle.
| Trafik | Spire Denne trafikartikel er en spire som bør udbygges. Du er velkommen til at hjælpe Wikipedia ved at udvide den. |

|  | Denne artikel om en bygning eller et bygningsværk kan blive bedre, hvis der indsættes et (bedre) billede. Du kan hjælpe ved at afsøge Wikimedia Commons for et passende billede eller lægge et op på Wikimedia Commons med en af de tilladte licenser og indsætte det i artiklen. |

|  | Denne artikel kan blive bedre, hvis der indsættes geografiske koordinater Denne artikel omhandler et emne, som har en geografisk lokation. Du kan hjælpe ved at indsætte koordinater i wikidata. |